# Jeon So-min
Jeon So Min (en hangul, 전소민; en hanja, 全昭旻; Busan, 7 de abril de 1986) es una actriz surcoreana.

## Biografía
Asistió a la Universidad de Mujeres de Dongduk.
En 2015 comenzó a salir con el actor surcoreano Yoon Hyun-min, sin embargo la relación terminó en enero de 2016.
El 22 de marzo de 2022, su agencia anunció que había dado positivo para COVID-19, por lo que se habían detenido las grabaciones de la serie Cleaning Up. También anunciaron que saldría de la cuarentena el 24 de marzo.

## Carrera
Desde mayo de 2020 se unió a la agencia "King Kong" de Starship.
En 2006 se unió al elenco de la película de horror Cinderella donde interpretó a Hye-Won.
En 2010 se unió al elenco de la serie Finding Mr. and Ms. Right (conocida como "Saranghakil Kalhaetteo") donde dio vida a Young-Hwa, hasta 2011.
En 2014 grabó la canción "He Starlight" junto al cantante Kim Dong-wan.
En diciembre del mismo año apareció por primera vez como invitada en el exitoso programa de televisión surcoreano Running Man durante el episodio no. 224 donde formó equipo con Lee Kwang-soo, más tarde en 2017 apareció nuevamente como invitada durante el episodio no.343 formando equipo nuevamente con Kwang-soo y con Kim Jong-kook. El 3 de abril de 2017 se anunció que So-min y el comediante Yang Se-chan se unirían al elenco de Running Man como "Compañeros de Running".
En 2016 interpretó a Kim Da-Hyun en la serie 1% of Anything.
El 29 de enero de 2018 se unió al elenco principal de la serie médica Cross donde interpretó a la refrescante interna del hospital Go Ji-in, hasta el final de la serie el 20 de marzo del mismo año.
El 16 de noviembre del mismo año se unió al elenco principal de la serie Top Star U-back (también conocida como "Top Star Yoo Baek") donde dio vida a Oh Kang-soon, una mujer que vive en una isla y que trabaja en un supermercado, hasta el final de la serie el 25 de enero de 2019.
El 11 de septiembre de 2019 se unió al drama especial Birthday Letter donde interpretó a Kim Jae-yeon, una escritora de webtoon que ayuda a su abuelo Kim Mu-gil a reconectarse con su viejo amor.
El 25 de diciembre de 2019 apareció como en el drama especial Big Data Dating donde interpretó a Ahn Bit-na.
En noviembre de 2021 se unirá al elenco de la serie Show Window: Queen's House donde dará vida a Yoon Mi-ra, una mujer quien ha vivido una vida difícil desde que perdió a sus padres en un accidente a una edad temprana y que termina involucrándose con Shin Myung-seob, un hombre casado.
En marzo de 2022 se confirmó que se había unido al elenco del remake de la serie inglesa Cleaning Up donde interpretará a Ahn In-kyung.

## Filmografía

### Series de televisión
| Año          | Título                              | Personaje         | Notas                |
| ------------ | ----------------------------------- | ----------------- | -------------------- |
| 2023         | Oasis                               | Hwang Chung-seong | [ 23 ]               |
| 2022         | Cleaning Up                         | Ahn In-kyung      |                      |
| 2021 - 2022  | Show Window: Queen's House          | Yoon Mi-ra        | 16 episodios         |
| 2021         | Drama Special - "Hee Soo"           | Hwang Joo-eun     | 1 episodio           |
| 2021         | Entonces me casé con la antifan     | Kim Da-hyun       | (aparición invitada) |
| 2019         | Drama Special: Big Data Dating      | Ahn Bit-na        |                      |
| 2019         | Drama Special: Birthday Letter      | Kim Jae-yeon      |                      |
| 2018 - 2019  | Top Star U-back                     | Oh Kang-soon      | 11 episodios         |
| 2018         | Drama Special: My Embarrassing Days | Do Do-hye         | [ 33 ]               |
| 2018         | Cross                               | Dr. Go Ji-in      | 16 episodios         |
| 2017         | The Bride of Habaek                 | Paciente          | ep. 4                |
| 2017         | My Secret Romance                   | Mujer en el Club  | ep. 1                |
| 2016         | 1% of Anything                      | Kim Da-Hyun       | 16 episodios         |
| 2016         | Drinking Solo                       | -                 | -                    |
| 2015 - 2016  | Tomorrow Victory                    | Han Seung-Ri      | -                    |
| 2015         | Late Night Restaurant               | Hye-Jin           | -                    |
| 2015         | Maids                               | Dan-Ji            | -                    |
| 2014         | Endless Love                        | Kim Se-Gyung      | -                    |
| 2013         | Princess Aurora                     | Oh Ro-ra          | 150 episodios        |
| 20011 - 2012 | Queen Insoo                         | Jang Nok-Soo      | -                    |
| 2010 - 2011  | Finding Mr. and Ms. Right           | Young-Hwa         | 162 episodios        |

### Películas
| Año  | Título     | Personaje | Notas                                                                                |
| ---- | ---------- | --------- | ------------------------------------------------------------------------------------ |
| 2020 | The Name   | Seo Ri-ae | junto a Choi Jung-won, Kim Jung-kyoon, Kim Dong-joo y Kim Min-ki                     |
| 2006 | Cinderella | Hye-Won   | junto a Do Ji-won, Shin Se-kyung, Ahn Gyu-ryun, Ahn Ah-young, Yoo Da-in y Jo Sung-ha |

### Apariciones en programas de televisión
| Año                       | Programa                       | Notas                                                                      |
| ------------------------- | ------------------------------ | -------------------------------------------------------------------------- |
| 2020 - presente           | Sixth Sense                    | miembro                                                                    |
| 2017 - presente 2017 2014 | Running Man                    | episodio #346 - presente episodio #343 (invitada) episodio #224 (invitada) |
| 2019                      | Village Survival, the Eight S2 | (ep. #1-2) - invitada                                                      |
| 2018                      | Amazing Saturday               | invitada                                                                   |
| 2017                      | Living Together in Empty Room  | (Ep. 1-4) - junto a Yang Se-chan - miembro                                 |
| 2016                      | Knowing Bros                   | episodio #28                                                               |
| 2014, 2016                | Happy Together                 | episodio #452 y #366                                                       |

### Presentadora
| Año  | Evento                  | Notas                     |
| ---- | ----------------------- | ------------------------- |
| 2022 | 36th Golden Disc Awards | presentadora de categoría |
| 2021 | 2020 APAN Music Awards  | co-presentadora           |

### Videos musicales
| Año  | Artista   | Canción                       | Notas                        |
| ---- | --------- | ----------------------------- | ---------------------------- |
| 2013 | Lena Park | "Atlantis Princess"           | apareció en el video musical |
| 2011 | Joosuc    | "Sun & Star"                  | apareció en el video musical |
| 2011 | No Reply  | "Just Looking at You Is Nice" | apareció en el video musical |

## Premios y nominaciones
| Año  | Premio                         | Categoría                                   | Trabajo               | Resultado |
| ---- | ------------------------------ | ------------------------------------------- | --------------------- | --------- |
| 2022 | 2022 Korea First Brand Award   | Female Multi-Entertainer                    | -                     | ganadora  |
| 2021 | KBS Drama Award                | Best Actress in Drama Special/TV Cinema     | Hee Soo               | ganadora  |
| 2020 | 2021 Korea First Brand Award   | Multi-Entertainer                           | -                     | ganadora  |
| 2018 | 12th SBS Entertainment Award   | Top Excellence (Variety)                    | Running Man           | Ganador   |
| 2018 | 12th SBS Entertainment Award   | Best Teamwork                               | Elenco de Running Man | Ganador   |
| 2017 | SBS Entertainment Award        | Best Couple Award (junto a Lee Kwang-soo)   | Running Man           | Ganador   |
| 2017 | SBS Entertainment Award        | New Star Award                              | Running Man           | Ganador   |
| 2017 | 12th Asia Model Festival Award | Popular Star Award                          | -                     | Ganador   |
| 2016 | MBC Drama Award                | Excellence Award, Actress in a Serial Drama | Tomorrow Victory      | Nominada  |
| 2014 | Korea Drama Award              | Excellence Award, Actress                   | Princess Aurora       | Nominada  |
| 2014 | 9th Asia Model Festival Award  | Drama Star Award                            | Princess Aurora       | Ganador   |
| 2013 | MBC Drama Award                | Best New Actress                            | Princess Aurora       | Ganador   |